# 5145 Pholus
5145 Pholus (/ˈfoʊləs/ FOH-ləs; tiếng Hy Lạp: Φόλος) là một tiểu hành tinh. Được cho là thuộc vành đai Kuiper. Nó được phát hiện bởi David L. Rabinowitz,